# دهستان زوارم
دهستان زوارم یکی از دهستان‌های بخش مرکزی شهرستان شیروان در استان خراسان شمالی ایران است. این دهستان در بخش مرکزی شهرستان شیروان قرار دارد و براساس سرشماری مرکز آمار ایران در سال ۱۳۹۰، جمعیت آن ۷۵۸۶ نفر (در ۲۰۹۵ خانوار) بوده‌است.